# 1e Legergroep (Verenigde Staten)

Insigne van de Amerikaanse 1e Legergroep

De Amerikaanse 1ste Legergroep (Engels: First US Army Group, veelal afgekort tot FUSAG) was een fictieve legergroep bedacht door de geallieerden tijdens de Tweede Wereldoorlog voorafgaand aan D-Day, als deel van de Operatie Quicksilver, om de Duitsers te misleiden over waar de invasie van Frankrijk zou plaatsvinden. Om de aandacht van de As te trekken werd George Patton als opperbevelhebber van de verzonnen eenheid ingesteld.

## Geschiedenis
De Amerikaanse 1ste Legergroep werd geactiveerd in Londen in 1943 als de geplande eenheid voor de geallieerde invasie van Frankrijk onder generaal Omar Bradley. Toen de Amerikaanse 12e Legergroep werd geactiveerd op 1 augustus 1944, zijn Bradley en zijn staf overgeplaatst naar het hoofdkantoor van de nieuwe groep. Ondanks een tekort aan personeel, bleef FUSAG bestaan op papier als deel van de misleiding van Operatie Quicksilver. Om de Duitse troepen te laten geloven dat een geallieerde invasie zou plaatsvinden op Pas de Calais, werden de schijntroepen gestationeerd op Dover, direct door Het Kanaal van de plaats. Om verder de aandacht van het As te trekken, stelde generaal Dwight D. Eisenhower George Patton als opperbevelhebber van de schijntroepen alsook de eenheid te vergroten om groter te zijn dan de Britse 21e Legergroep onder Bernard Montgomery. De misleiding werkte zo goed dat lang na de landing op Normandië, de Duitse troepen blijven wachten op wat zij dachten een ware invasie eenheid te zijn.